# (74018) 1998 FF148
(74018) 1998 FF148 – planetoida z pasa głównego asteroid okrążająca Słońce w ciągu 3,66 lat w średniej odległości 2,38 j.a. Odkryta 29 marca 1998 roku.